# Europese kampioenschappen skeleton 2006
De Europese kampioenschappen skeleton 2006 werden gehouden op 19 en 20 januari 2006 in het Zwitserse Sankt Moritz. Op de thuisbaan waren het vooral de Zwitsers die voor de beste prestaties zorgden. Zowel bij de mannen (Gregor Stähli) als de vrouwen (Maya Pedersen) ging de overwinning naar het organiserende land. Voor Nederland greep Dirk Matschenz met een vierde plaats net naast de bronzen medaille.

## Mannen
| rang   | naam                 | land | punten  |
| ------ | -------------------- | ---- | ------- |
| Goud   | Gregor Stähli        | SUI  | 2:18.40 |
| Zilver | Frank Rommel         | GER  | 2:18.77 |
| Brons  | Markus Penz          | AUT  | 2:19.67 |
| 4      | Dirk Matschenz       | NED  | 2:19.86 |
| 5      | Martin Rettl         | AUT  | 2:19.94 |
| 6      | Daniel Mächler       | SUI  | 2:20.08 |
| 7      | Sebastian Haupt      | GER  | 2:20.11 |
| 8      | Martins Dukurs       | LAT  | 2:20.13 |
|        | Michi Halilovic      | GER  | 2:20.13 |
| 10     | Ivo Pakalns          | LAT  | 2:20.81 |
| 11     | Phillippe Cavoret    | FRA  | 2:21.70 |
| 12     | Frank Kleber         | GER  | 1:10.59 |
| 13     | Adam Pengilly        | GBR  | 1:10.61 |
| 14     | Tomass Dukurs        | LAT  | 1:10.64 |
| 15     | Sergej Tsjoedinov    | RUS  | 1:10.68 |
| 16     | Eric Gaulin          | AUT  | 1:10.94 |
| 17     | Peter van Wees       | NED  | 1:11.07 |
| 18     | Gregory Saint-Genies | FRA  | 1:11.56 |
| 19     | Aleksandr Tretjakov  | RUS  | 1:11.66 |
| 20     | Pascal Oswald        | SUI  | 1:11.74 |

## Vrouwen
| rang   | naam            | land | punten  |
| ------ | --------------- | ---- | ------- |
| Goud   | Maya Pedersen   | SUI  | 2:22.14 |
| Zilver | Shelley Rudman  | GBR  | 2:23.30 |
| Brons  | Tania Morel     | SUI  | 2:24.08 |
| 4      | Anja Huber      | GER  | 2:25.93 |
| 5      | Julia Eichhorn  | GER  | 2:26.75 |
| 6      | Diana Sartor    | GER  | 2:27.15 |
| 7      | Kerstin Jürgens | GER  | 2:27.52 |
| 8      | Amy Williams    | GBR  | 1:15.50 |